# A tíz csapás (film)
A tíz csapás (eredeti cím: The Reaping) 2007-ben bemutatott amerikai lélektani horror-thriller, melyet Carey és Chad Hayes forgatókönyvéből Stephen Hopkins rendezett. A főszerepben Hilary Swank látható.
Az Amerikai Egyesült Államokban 2007. április 5-én mutatta be a Warner Bros. Pictures, Magyarországon három héttel később az InterCom Zrt.. A film zenéjét John Frizzell szerezte.

## Cselekmény
Az egykori keresztény misszionárius, Katherine Winter elvesztette hitét, miután családját tragikus módon meggyilkolták. Azóta világszerte elismert szakértője lett a vallási jelenségek megcáfolásának. Azonban egy olyan lousianai kisváros után kezd el kutatni, amit bibliai csapások sújtanak, és senki nem tudja megmagyarázni az okát. A nőnek vissza kell szereznie hitét, hogy le tudják küzdeni a sötét erőket, amelyek fenyegetik a közösséget.

## Szereplők
| Szerep                | Színész           | Magyar hang        |
| --------------------- | ----------------- | ------------------ |
| Katherine Winter      | Hilary Swank      | Kisfalvi Krisztina |
| Doug Blackwell        | David Morrissey   | Kamarás Iván       |
| Ben                   | Idris Elba        | Schneider Zoltán   |
| Loren McConnell       | AnnaSophia Robb   | Bánlaki Kelly      |
| Michael Costigan atya | Stephen Rea       | Tóth Zoltán        |
| Cade seriff           | William Ragsdale  | N/A                |
| Brooks polgármester   | John McConell     | N/A                |
| Maddie McConnell      | Andrea Frankle    | N/A                |
| Jim Wakeman           | David Jensen      | N/A                |
| Brynn Wakeman         | Yvonne Landry     | N/A                |
| Gordon                | Stuart Greer      | N/A                |
| Isabelle              | Lara Grice        | Sánta Annamária    |
| Brody McConnell       | Mark Lynch        | N/A                |
| Kyle Wakeman          | Myles Cleveland   | N/A                |
| William Wakeman       | Samuel Garland    | N/A                |
| Hank                  | Cody Sanders      | N/A                |
| David Winter          | Burgess Jenkins   | N/A                |
| Sarah Winter          | Sabrina A. Junius | N/A                |

## A film készítése
A film forgatására a Louisiana államokbeli Baton Rougeban és környékén került sor. Számos jelenetet vettek fel, amelyeket egy elhagyott WalMart üzletben forgattak. Swank meggyőzte a producereket, hogy a film forgatását New Englandből Louisiana-ba helyezzék át. Amikor a Katrina hurrikán tragikus pusztítása bekövetkezett (2005. augusztus 26.), a film forgatását egy hétre felfüggesztették. Sok jelenetet az Ellerslie ültetvényen, a Louisiana államban lévő St. Francisville közelében vettek fel. A DVD-n található extrák szerint a producerek fontolgatták egy másik városban való forgatást, de úgy döntöttek, hogy Louisianának gazdasági szempontból szüksége van a film forgatására.
A film elkészítése előtt és közben konzultáltak Joe Nickell szkeptikus kutatóval. A film első felében a főszereplő szkeptikus nyomozásai részben Nickell 1969 óta a paranormális esetek kapcsán végzett, hasonló kutatásain alapulnak.
A filmet eredetileg 2006. augusztus 5-én játszották volna a mozikban, majd november 5-ére tették át a premiert. A bemutató időpntja még két alkalommal változott, először 2007. március 30-ra tűzték ki, végül ténylegesen április 5-én (Nagycsütörtök idején) debütált.

## Vita a filmről
Jacqueline Van Rysselberghe, a chilei Concepción polgármester tiltakozásának adott hangot a producereknek, városának a nyitójelenetben történő, kedvezőtlen ábrázolása miatt. Felhívta a figyelmet arra, hogy Concepción a filmben egy piszkos, elmaradott trópusi város, míg a valóságban egy iparosodott település, számos egyetemmel. Rysselberghe meglepődött, hogy egy ilyen nagy költségvetésű film esetében nem végeztek megfelelő kutatást.